# NGC 616
NGC 616 је двојна звезда у сазвежђу Троугао која се налази на NGC листи објеката дубоког неба.
Деклинација објекта је + 33° 46' 15" а ректасцензија 1h 36m 4,2s. Привидна величина (магнитуда) објекта NGC 616 износи 11,7.